# Hodonice (Znojmói járás)
Hodonice település Csehországban, a Znojmói járásban. Hodonice Práče, Borotice, Tasovice, Krhovice és Lechovice településekkel határos. Lakosainak száma 1786 fő (2024. január 1.).

## Népesség
A település lakosságának változását az alábbi diagram mutatja:
| Lakosok száma | 805  | 690  | 916  | 863  | 1268 | 1507 | 1828 | 1815 | 1779 | 1786 |
|               | 1869 | 1890 | 1921 | 1950 | 1980 | 2001 | 2017 | 2019 | 2022 | 2024 |